# Hữu Ngọc
Nguyễn Hữu Ngọc (22 tháng 12 năm 1918 – 2 tháng 5 năm 2025) là một nhà nghiên cứu văn hóa, nhà văn, và dịch giả người Việt Nam. 
Là một nhà nghiên cứu thành thạo nhiều ngoại ngữ như tiếng Trung Quốc, tiếng Anh, tiếng Pháp từ khi còn trẻ, Hữu Ngọc đã tham gia dịch nhiều tác phẩm như Truyện cổ Grimm sang tiếng Việt, viết các tác phẩm giới thiệu văn hóa nước ngoài xuất bản tại Việt Nam, cũng như soạn thảo các tác phẩm giới thiệu văn hóa Việt Nam bằng tiếng Pháp và tiếng Anh để giới thiệu ra thế giới. Hữu Ngọc cũng từng đảm nhiệm chức vụ tổng biên tập nhiều tờ báo tiếng nước ngoài do Việt Nam xuất bản như tờ Tia lửa (tiếng Pháp), Việt Nam tiến bước (tiếng Anh, Pháp, Quốc tế ngữ), Nghiên cứu Việt Nam (tiếng Anh, tiếng Pháp), và vai trò Giám đốc Nhà xuất bản Ngoại văn của Việt Nam trong nhiều năm.
Ông đã được trao tặng nhiều huân chương, giải thưởng của Việt Nam và nước ngoài gồm hai Huân chương Độc lập của Nhà nước Việt Nam, Huân chương Cành cọ Hàn lâm của Nhà nước Pháp, hay Giải thưởng Lớn Bùi Xuân Phái về Tình yêu Hà Nội năm 2017.

## Tiểu sử
Hữu Ngọc sinh ngày 22 tháng 12 năm 1918 ở phố Hàng Gai thuộc khu phố cổ Hà Nội trong một gia đình gốc Thuận Thành, Bắc Ninh. Sau khi tốt nghiệp trường Bưởi năm 1936, Hữu Ngọc học thêm triết học, luật học rồi bắt đầu đi dạy ở các trường tư ở Vinh, Huế, Nam Định. Trong Chiến tranh Đông Dương, là người thành thạo nhiều ngôn ngữ như tiếng Trung Quốc, tiếng Anh, tiếng Pháp, tiếng Đức, Hữu Ngọc được giao giữ nhiều vai trò mang tính chất truyền bá văn hóa, tuyên truyền trong chính phủ Việt Nam Dân chủ Cộng hòa như Trưởng ban giáo dục tù hàng binh Âu Phi thuộc Cục Định vận, Tổng cục Chính trị, Chủ tịch Hội văn hóa kháng chiến Nam Định, và chủ bút tờ Tia lửa, tờ báo địch vận đầu tiên của Việt Nam Dân chủ Cộng hòa được xuất bản bằng tiếng Pháp.
Sau khi hòa bình được lập lại ở miền Bắc Việt Nam năm 1954, Hữu Ngọc tiếp tục đảm nhiệm nhiều vị trí tổng biên tập các tờ báo tiếng nước ngoài do chính phủ Việt Nam Dân chủ Cộng hòa xuất bản như tờ Việt Nam tiến bước, Nghiên cứu Việt Nam, đồng thời giữ chức Giám đốc Nhà xuất bản Ngoại văn trong nhiều năm. Trong vị trí này, Hữu Ngọc đã nhận được sự đánh giá cao từ nhiều tác giả Việt Nam và giới ngoại giao nước ngoài tại Việt Nam. Bác sĩ Nguyễn Khắc Viện đã đưa ra nhận xét rằng: "Tôi có những người bạn và cộng tác viên tài giỏi, tận tâm, đứng hàng đầu là anh Hữu Ngọc, con người uyên bác, vừa có tri thức vừa có tâm". Đại sứ Thụy Điển tại Việt Nam Borje Lunggren nhận định: "Từ trước đến nay, tôi chưa từng gặp người bắc cầu giữa các nền văn hóa như ông Hữu Ngọc - cắm rễ sâu vào văn hóa Việt Nam, một con người quốc gia chân chính, rất tế nhị khi thâu nhận những nền văn hóa khác".
Về gia đình, Hữu Ngọc có một người vợ kém ông 11 tuổi là bác sĩ nhi khoa. Hai vợ chồng ông có một người con gái (sinh năm 1952), hai con trai (sinh năm 1954 và 1956).

## Tác phẩm
Hữu Ngọc đã viết và biên soạn trên 30 cuốn sách, trong đó có nhiều tác phẩm về văn hóa Việt Nam và các nước, cụ thể như:
- Di sản Văn hóa Việt Nam (tiếng Việt, tiếng Anh, tiếng Pháp, tiếng Đức)
- Phác thảo chân dung văn hóa Hà Nội (tiếng Anh, tiếng Pháp), 1997
- Lãng du trong văn hóa Việt Nam (tiếng Việt, tiếng Anh), 2006[7]
- Vietnam: Tradition and Change (tiếng Anh), 2017[1]
- Cảo thơm lần giở, 2020

## Vinh danh
Hữu Ngọc đã được trao nhiều huân chương của Việt Nam và các nước, và các giải thưởng về văn hóa, ngoại giao, cụ thể như:
- 2 Huân chương Độc lập và 1 Huân chương Chiến công của Nhà nước Việt Nam
- Huân chương Ngôi sao phương của Nhà nước Thụy Điển
- Huân chương Cành cọ Hàn lâm của Nhà nước Pháp
- Giải vàng năm 2006, giải đồng năm 2015 tại Giải Sách Việt Nam
- Giải thưởng Quốc gia Sách Việt Nam năm 2017
- Giải thưởng Lớn Bùi Xuân Phái về Tình yêu Hà Nội năm 2017
- Giải Công dân ưu tú của Hà Nội năm 2018